# ميثيل ثنائي كلورو الفوسفين
ميثيل ثنائي كلورو الفوسفين هو مركب فوسفور عضوي له الصيغة الكيميائية CH3PCl2، ويوجد على صورة سائل عديم اللون، وهو مادة أكّالة، قابلة للاشتعال، وشديدة التفاعل وذات رائحة نفاذة.

## التحضير
ينتج مركب ميثيل ثنائي كلورو الفوسفين عن طريق ألكلة ثلاثي كلوريد الفوسفور باستخدام ميثيل اليود، ثم يختزل ملح الفوسفونيوم الناتج بمسحوق الحديد. ويكون المركب الناتج وسيطًا لتحضير مواد كيميائية أخرى مثل ثنائي ميثيل فينيل الفوسفين، فعلى سبيل المثال كانت الأسلحة الكيميائية المستخدمة لأغراض الحرب الكيميائية تُحضر من خلال هذه العملية، والتي تعرف باسم تفاعل كلايتون جنسن.

## الاستخدامات
ينتمي مركب ميثيل ثنائي كلورو الفوسفين إلى مجموعة الهالوفوسفينات، والتي يستخدم بعضها كمواد وسيطة في إنتاج عوامل وقاية النبات، ومثبتات اللدائن، والمحفزات. كما يستخدم مركب ميثيل ثنائي كلورو الفوسفين كمقدمة لمبيد الأعشاب التي تنتمي إلى فئة الغلوفوسينات، ويستخدم أيضًا في إنتاج المركبات المضادة للاشتعال.

## التأثيرات الصحية
يكون مركب ميثيل ثنائي كلورو الفوسفين سامًا إذا تم استنشاقه، ويمكن أن يسبب حروقًا عند ملامسته للجلد والعينين، كما أنه يطلق أبخرة من حمض الهيدروكلوريك في البيئات الرطبة.